# アーモンドグリコ

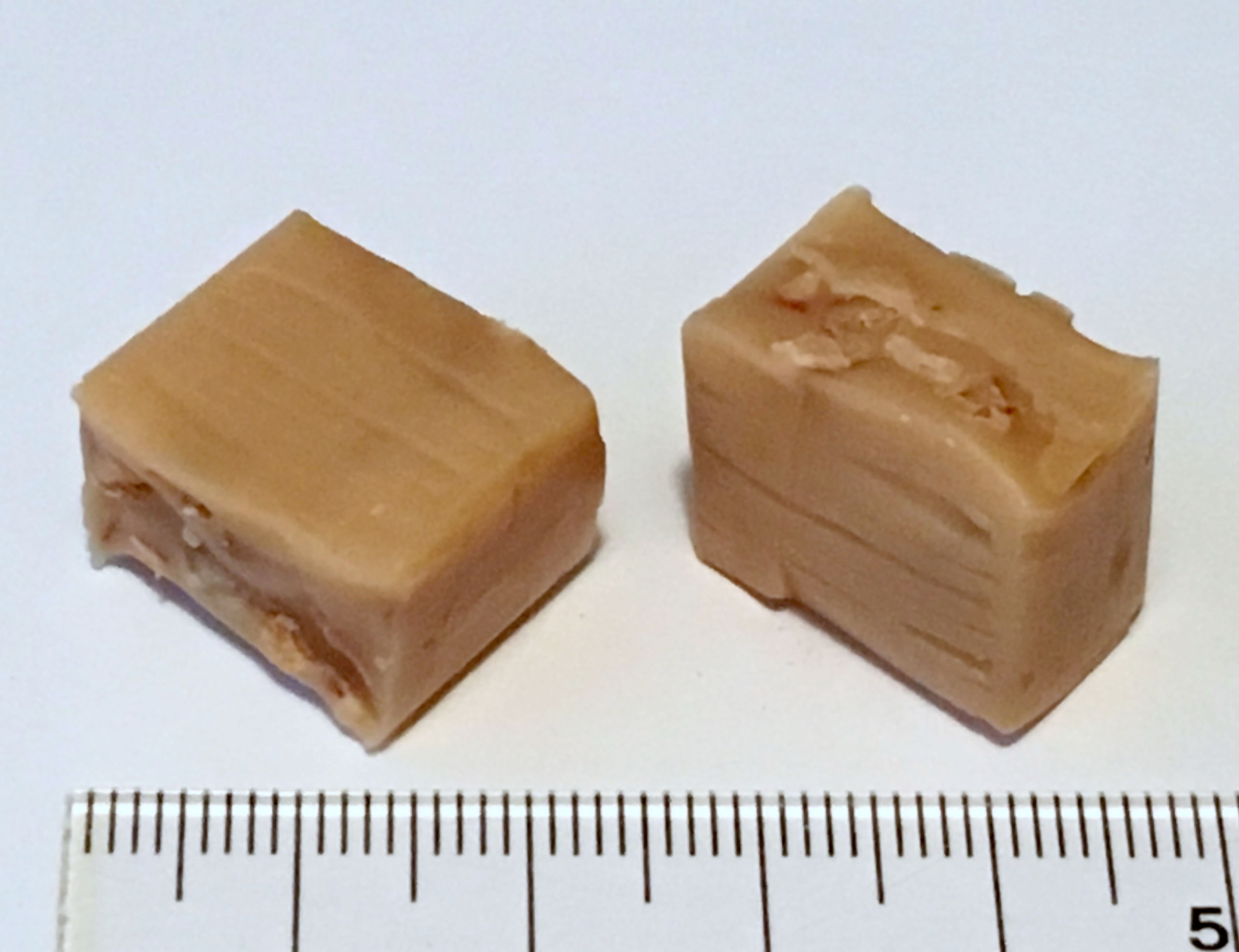

アーモンドグリコは、江崎グリコから販売されているキャラメルである。同社の登録商標（日本第501625号ほか）。
キャッチコピーは「1粒で2度おいしい」。

## 歴史
- 1955年：10円（8粒）・20円（16粒）の価格で発売開始。当初は大阪府などの一部地域で発売。パッケージは「赤」を基調。
- 1956年：全国発売に拡大、同時にパッケージを「白」に変更。
- 1957年：当たり券で本物の小鳥（オウムなど）がもらえる「幸福の小鳥探し」キャンペーンを開始。その後、切手やワッペン等のキャンペーンを開始した。ブームが過ぎた後、終了。その後、発売当時の物に戻る。
- 1965年：粒を大きくし、小箱を6粒、大箱を12粒に変更。同時にパッケージも、引き続き白を基調にしながら、アーモンドの枝の部分をカラーにした。
- 1966年：模型飛行機「アクロバットプレーン」がもらえるキャンペーンを開始。
- 1968年：江崎グリコが「グリコ」「アーモンドチョコレート」などの菓子を男女別に分けたのに伴い、新たに乳成分を増やした「赤箱」を女性向けに発売、今までの「白箱」は男性向けにする。同時に小箱を廃止し、大箱のみにする。
- 1971年：赤箱を廃止、男女向けも廃止する。同時に30円に値上げ。
- 1973年：10粒に変更し、50円に値上げ。
- 1989年：アーモンドを増量した「アーモンド2倍」（赤）と「同・4倍」を発売（いずれも18粒100円）。

## 商品について

### キャラメル
アーモンドグリコのキャラメルには、牛乳のエキス・ホエーとアーモンドが入っている。1930年（昭和5年）、江崎利一（江崎グリコ創業者）が産業視察団の一員としてアメリカへ渡った。アメリカの港町で初めてのアーモンドの味に感激し、アーモンドを日本に持ち帰って研究を始めたが、太平洋戦争で江崎グリコは焼跡の中から出直さなければならなかった。戦後、研究を再開、アーモンドグリコを作った。

### イラストカード
1970年代後半になると、内箱の裏側に「ドカベンカード」「ドラえもんカード」「里中満智子のイラストカード」といったカードを掲載する様になった。なおテレビCMに登場したドラえもんの声は、当初は第1作の後期に担当した野沢雅子だったが、1979年に第2作1期がスタートした際に大山のぶ代に交代した。

### その他
アーモンドグリコのパッケージデザイン（Glicoのロゴなど）に準拠したキャラメル「ストロベリーグリコ」と「抹茶ミルクグリコ」、「カフェオーレグリコ」（『グリコ カフェオーレ』とのコラボ製品）が発売されている。